# Sejf (geografia)
Sejf (seif) – długi wał wydmowy, osiągający nawet kilkaset metrów długości. Rozwija się na rozległych równinach, gdzie występuje znaczna ilość piasku i przeważają jednokierunkowe wiatry. Tworzy się pod wpływem oddziaływania spiralnych zawirowań powietrza. Najczęściej nie zmienia położenia, może jedynie zwiększać swoją długość. Niemal zawsze występuje grupowo, tworząc rozległe pola piaszczystych grzbietów przebiegających równolegle do siebie i zorientowanych zgodnie z kierunkiem wiatru. Odległości między nimi są stałe (0,5–2 km), szerokość samych wydm dochodzi do 200 metrów, zaś wysokość sięga kilkudziesięciu metrów.